# Rosmel
Le Rosmel est un ruisseau de Belgique, affluent du ruisseau d'Asse faisant partie du bassin versant de la Meuse et coulant à l'ouest du Pays de Herve dans la province de Liège.

## Parcours
Il prend sa source à environ 600 mètres à l'ouest du village de Charneux et parcourt environ 1 500 mètres avant de se jeter dans le ruisseau d'Asse. Son principal affluent est le Monti.